# شیلتون فن ویک
شیلتون فن ویک (انگلیسی: Shilton van Wyk؛ زادهٔ ۲۲ دسامبر ۱۹۹۹) بازیکن راگبی ۱۵ نفره اهل آفریقای جنوبی است.
وی در مسابقات کشوری و بین‌المللی در مجموع برندهٔ ۱ مدال نقره، ۱ مدال برنز شده است.